# Tadeusz Pomianek
Tadeusz Pomianek (ur. 1950) – polski naukowiec, specjalizujący się w zagadnieniach z zakresu organizacji i zarządzania, wykładowca akademicki, rektor, a następnie prezydent Wyższej Szkoły Informatyki i Zarządzania w Rzeszowie.

## Życiorys
Absolwent Akademii Górniczo-Hutniczej w Krakowie i Francuskiego Instytutu Zarządzania (IFG). Uzyskał następnie stopnie naukowe doktora i doktora habilitowanego. Zajmuje się zagadnieniami związanymi z organizacją i zarządzaniem, a w szczególności z zarządzaniem zasobami ludzkimi.
Pracował m.in. na Politechnice Rzeszowskiej, gdzie kierował Zakładem Inżynierii Materiałowej. Został również profesorem nadzwyczajnym i rektorem Wyższej Szkoły Informatyki i Zarządzania w Rzeszowie, a później prezydentem tej uczelni. Objął funkcję prezesa zarządu Stowarzyszenia Promocji Przedsiębiorczości w Rzeszowie, jest autorem programu stypendialnego, za które SPP otrzymało w 2000 nagrodę w konkursie Pro Publico Bono. Jest również prezesem Europejskiego Centrum Certyfikacji, spółki prawa handlowego będącej założycielem Wyższej Szkoły Europejskiej im. ks. Józefa Tischnera.
W latach 2004–2006 i 2008–2016 pełnił funkcję prezesa Polskiego Związku Pracodawców Prywatnych Edukacji.

## Odznaczenia i wyróżnienia
Odznaczony Krzyżem Kawalerskim Orderu Odrodzenia Polski (2011). Wyróżniony m.in. Medalem Komisji Edukacji Narodowej (2000) oraz Brązowym Krzyżem Zasługi (1977). W 2016 otrzymał tytuł honorowego obywatelstwa Rzeszowa.